# Викерс, Марта
Ма́рта Ви́керс (англ. Martha Vickers), настоящая фамилия — Витивкер (англ. Vitivker; 28 мая 1925 года, Анн-Арбор, Мичиган, США — 2 ноября 1971 года, Лос-Анджелес, Калифорния, США) — американская актриса.

## Биография
Марта Витивкер родилась 28 мая 1925 года в Анн-Арборе (штат Мичиган, США) в еврейской семье.
Девушка начала свою карьеру как модель и «девушка с обложки».
В начале 1940-х годов начала сниматься в кино под именем Марта Викерс. В 1960 году окончила карьеру актрисы, сыграв в около 40 фильмах и сериалах.

## Личная жизнь
Марта трижды была замужем, имела троих детей.
- Первый супруг — Эндрю Краддок Лайлс[англ.] (1918—2013), сценарист и продюсер. Были женаты в 1948—1949 года.
- Второй супруг — Микки Руни (1920—2014), актёр. Были женаты в 1949—1951 года. В этом браке родился первенец актрисы — Тед Майкл Руни (1950—2016).
- Третий супруг — Мануэль Рохас, актёр. Были женаты в 1954—1965 года. В этом браке актриса родила двух дочерей — Марию Кристину Рохас и Марту Терезу Рохас.

### Смерть
46-летняя Марта Викерс скончалась 2 ноября 1971 года в Лос-Анджелесе (штат Калифорния, США) от рака пищевода. Она была похоронена в Valhalla Memorial Park Cemetery.

## Фильмография
| Год       |    | Русское название                      | Оригинальное название            | Роль                    |
| --------- | -- | ------------------------------------- | -------------------------------- | ----------------------- |
| 1943      | ф  | Франкенштейн встречает человека-волка | Frankenstein Meets the Wolf Man  | Маргарета, дочь Вейсиса |
| 1943      | ф  | Дикая пленница                        | Captive Wild Woman               | Дороти Колман           |
| 1943      | ф  | Главный человек                       | Top Man                          | старшеклассница         |
| 1943      | ф  | —                                     | Hi Ya, Sailor                    | хостесс                 |
| 1944      | ф  | —                                     | This Is the Life                 | девушка                 |
| 1944      | ф  | Морские налётчики                     | Marine Raiders                   | Салли Паркер            |
| 1944      | ф  | Призрак мумии                         | The Mummy’s Ghost                | мисс Маклин             |
| 1944      | ф  | Сокол в Мексике                       | The Falcon in Mexico             | Барбара Уэйд            |
| 1946      | ф  | Глубокий сон                          | The Big Sleep                    | Кармен Стернвуд         |
| 1946      | ф  | Человек, которого я люблю             | The Man I Love                   | Вирджиния Браун         |
| 1946      | ф  | Время, место и девушка                | The Time, the Place and the Girl | Виктория Кассел         |
| 1947      | ф  | Этот путь с женщиной                  | That Way with Women              | Марша Олден             |
| 1947      | ф  | —                                     | Love and Learn                   | Барбара Уингейт         |
| 1948      | ф  | Безжалостный                          | Ruthless                         | Сьюзан Дуэйн            |
| 1949      | ф  | Дочь Запада                           | Daughter of the West             | Лолита Морено           |
| 1949      | ф  | Плохой парень                         | Bad Boy                          | Лайла Строун            |
| 1949      | ф  | Алименты                              | Alimony                          | Китти Треверс           |
| 1951      | тф | —                                     | The Bogus Green                  | Тина                    |
| 1952      | с  | —                                     | The Unexpected                   | н/д                     |
| 1953—1954 | с  | Театр «Дженерал Электрик»             | General Electric Theater         | Хелен / Луиз            |
| 1954      | с  | Телевизионный театр Форда             | The Ford Television Theatre      | Нэнси                   |
| 1954      | тф | Нескромная госпожа Джарвис            | The Indiscreet Mrs. Jarvis       | н/д                     |
| 1954—1955 | с  | —                                     | The Whistler                     | Кора / Луиз Коллинз     |
| 1955      | с  | Театр у камина                        | Fireside Theatre                 | Джули / Эллен Уэстон    |
| 1955      | ф  | Большой утёс                          | The Big Bluff                    | Валери Бэнкрофт         |
| 1956      | с  | Миллионер                             | The Millionaire                  | Рут Мердок              |
| 1957      | ф  | Взломщик                              | The Burglar                      | Делла                   |
| 1957      | с  | Театр 90                              | Playhouse 90                     | н/д                     |
| 1958      | с  | —                                     | State Trooper                    | Констанс Трейлс         |
| 1959      | с  | Перри Мейсон                          | Perry Mason                      | Шейла Хейес             |
| 1960      | ф  | Четыре быстрых стрелка                | Four Fast Guns                   | Мэри Хоаг               |
| 1960      | с  | —                                     | Hot Off the Wire                 | Вики Стентон            |
| 1960      | с  | Бунтарь                               | The Rebel                        | Агнес Боли / Бесс Уид   |